# 火蜂
火蜂是種軍用靶機，美國雷恩航空公司以雷恩火蜂為基礎於1951年起開發衍生型號，它是第一個以渦輪噴射引擎為推進動力的無人機，擁有無人機有史以來用途最廣泛的紀錄。

## 發展沿革

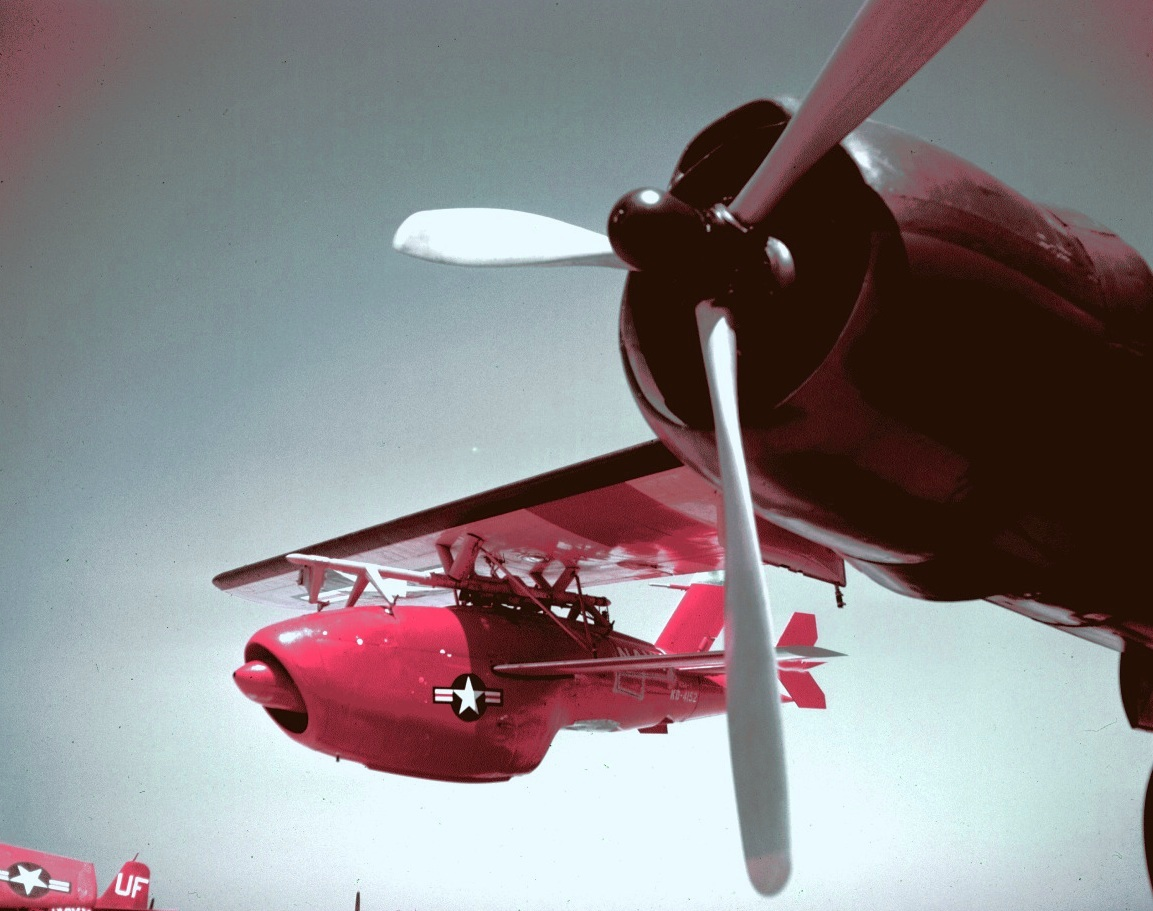
JD-1 Invader（A-26攻擊機改裝為發射平台載具）機翼下的 KDA Firebee

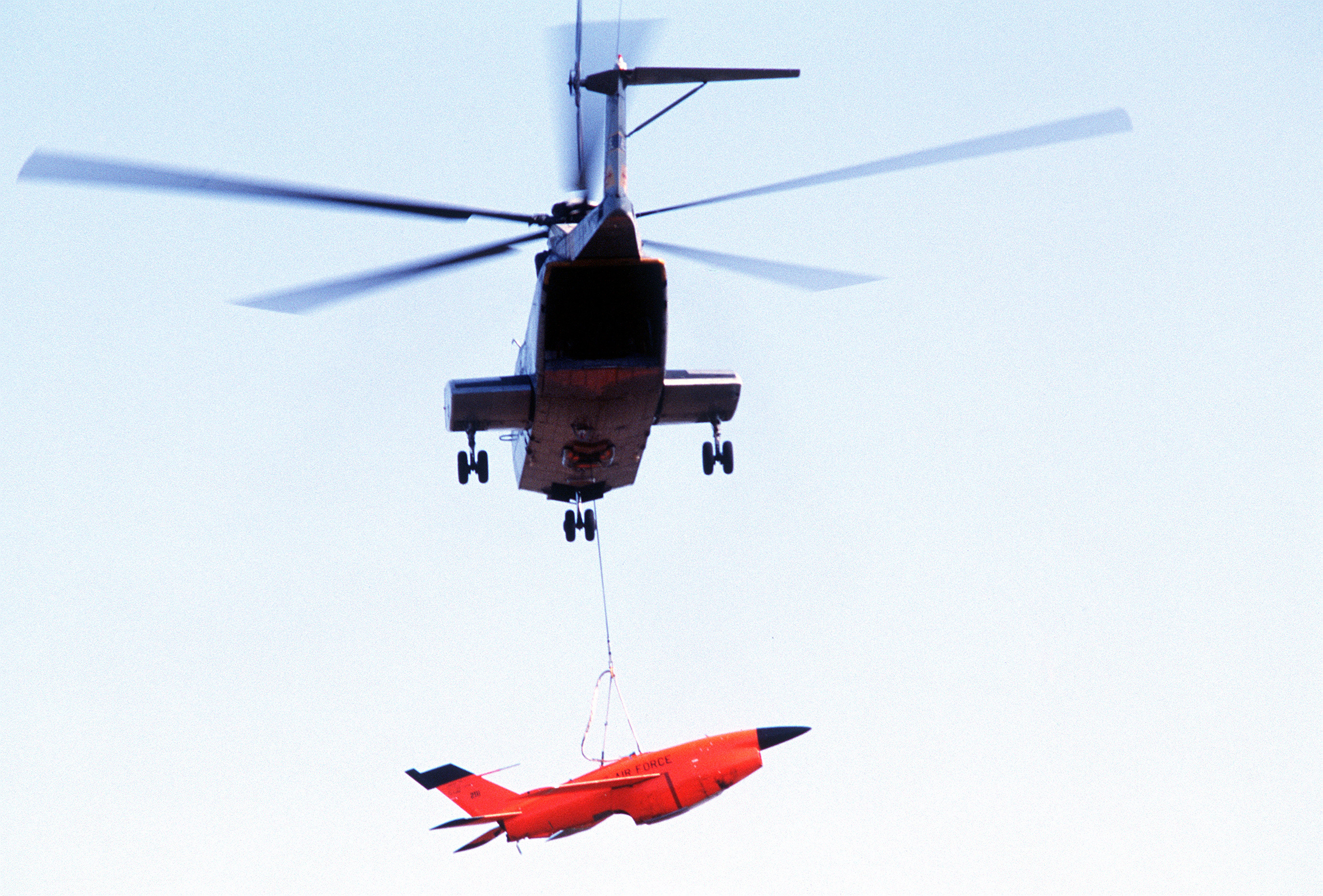
CH-3海王直昇機吊掛火蜂靶機，清晰看見黑色尾椎已脫落

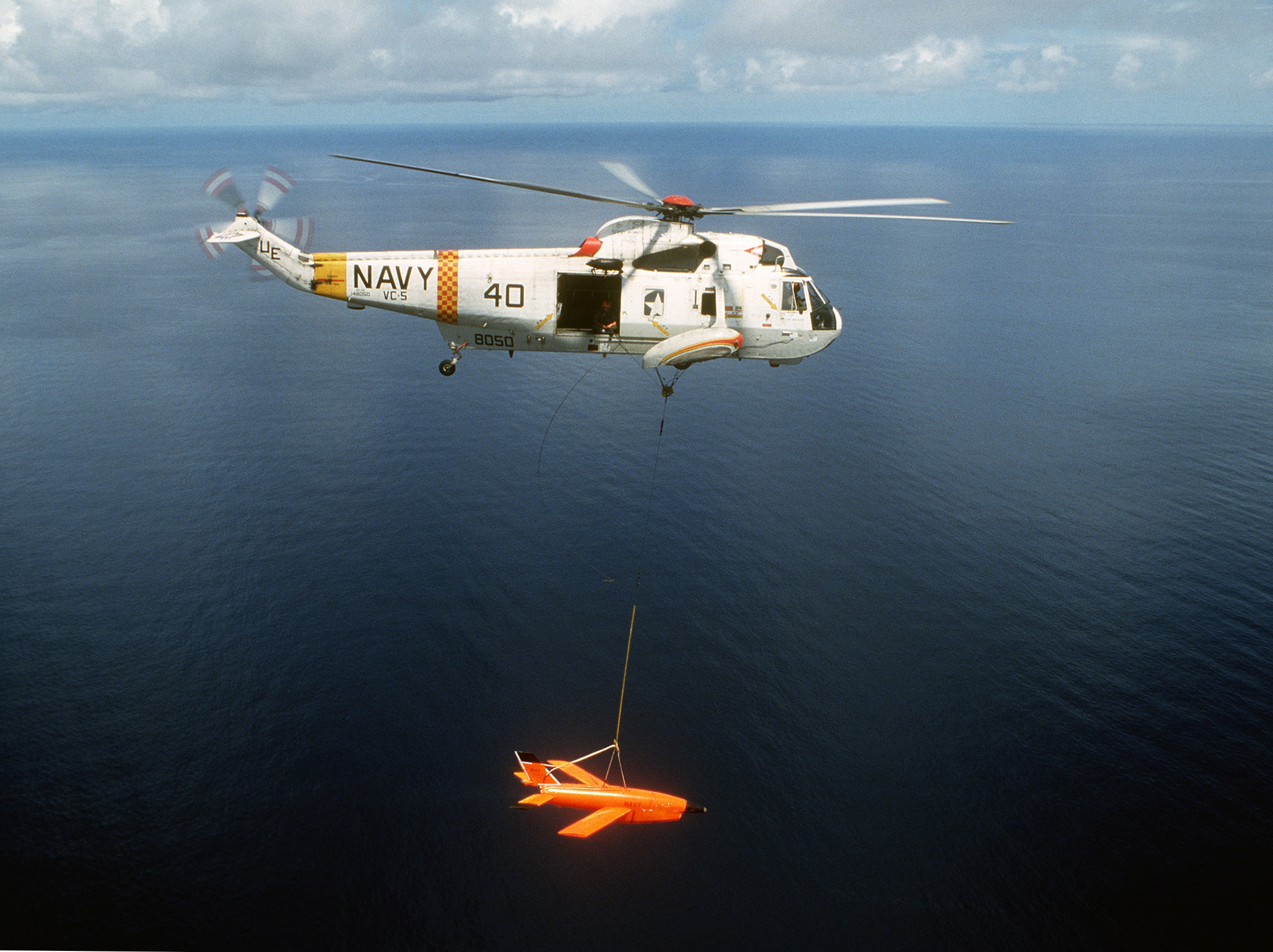
CH-3海王直昇機吊掛BQM-34S火蜂靶機

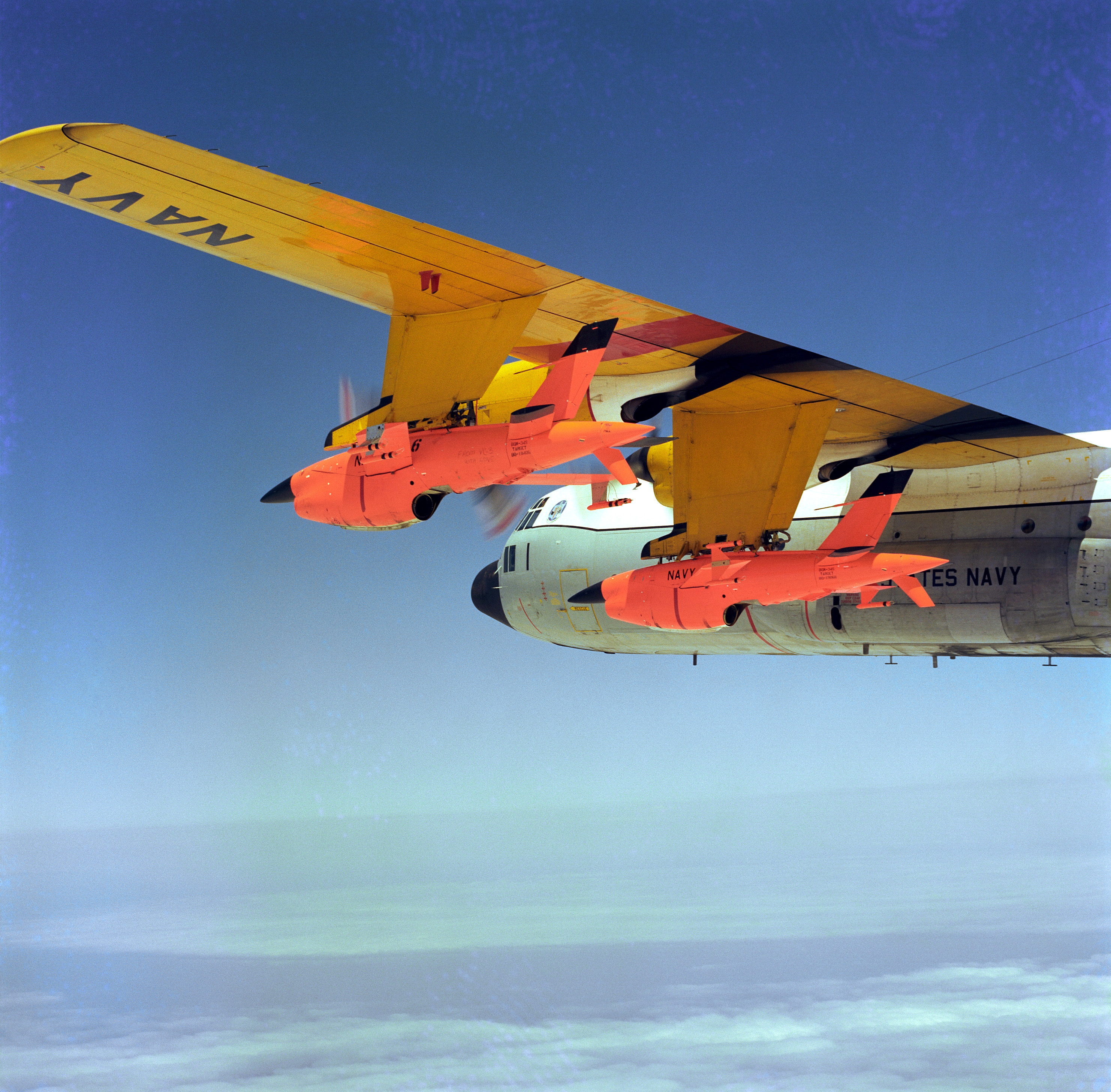
以DC-130為靶機平台可掛載4架火蜂無人機

BGM-34C 可掛載模組化套件示意圖

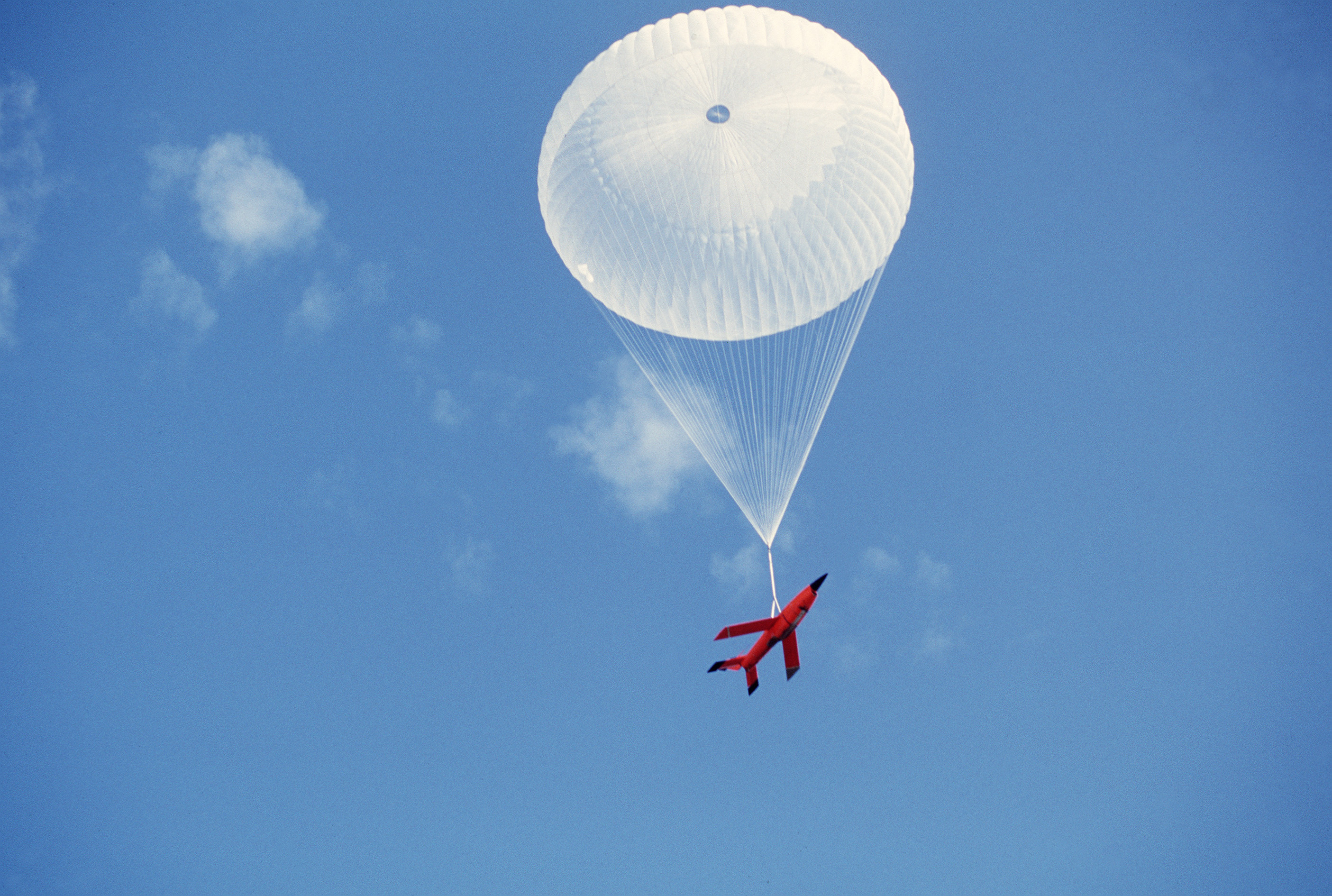
用降落傘回收中的BQM-34A火蜂靶機

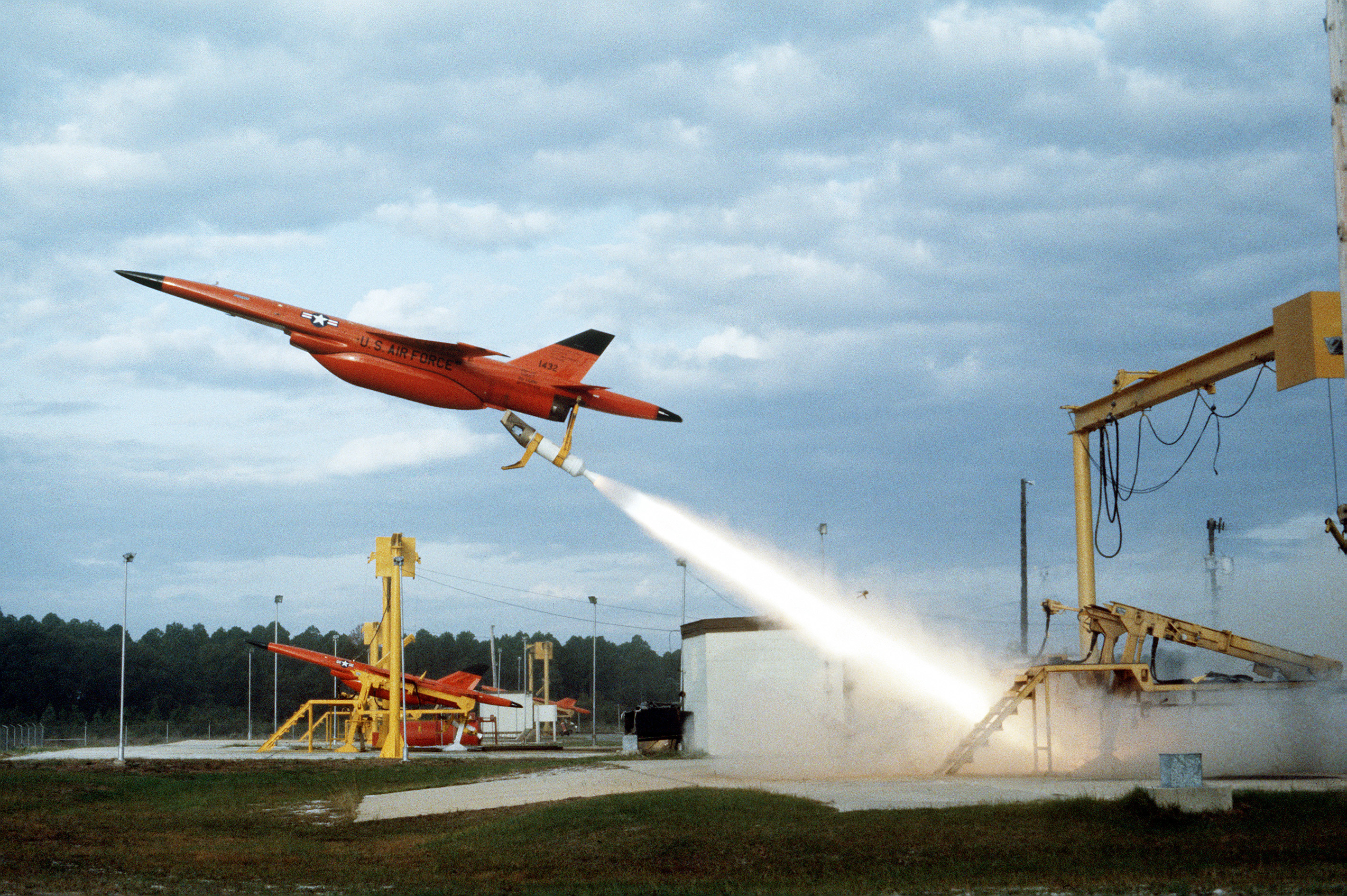
BQM-34F 火蜂 II使用可拋棄火箭助推器飛離發射架

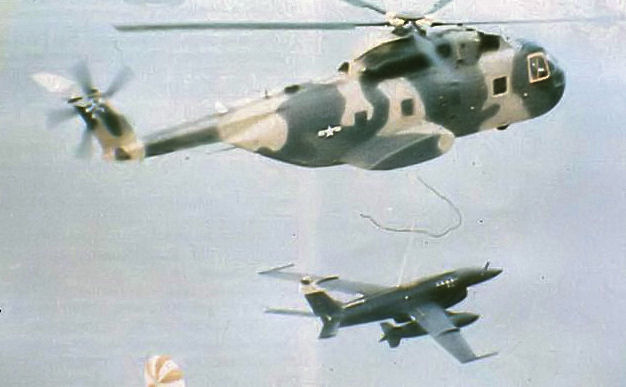
CH-3 直升機收回火蜂（AQM-34），尾椎已消失，降落傘繫繩繫留在機尾。

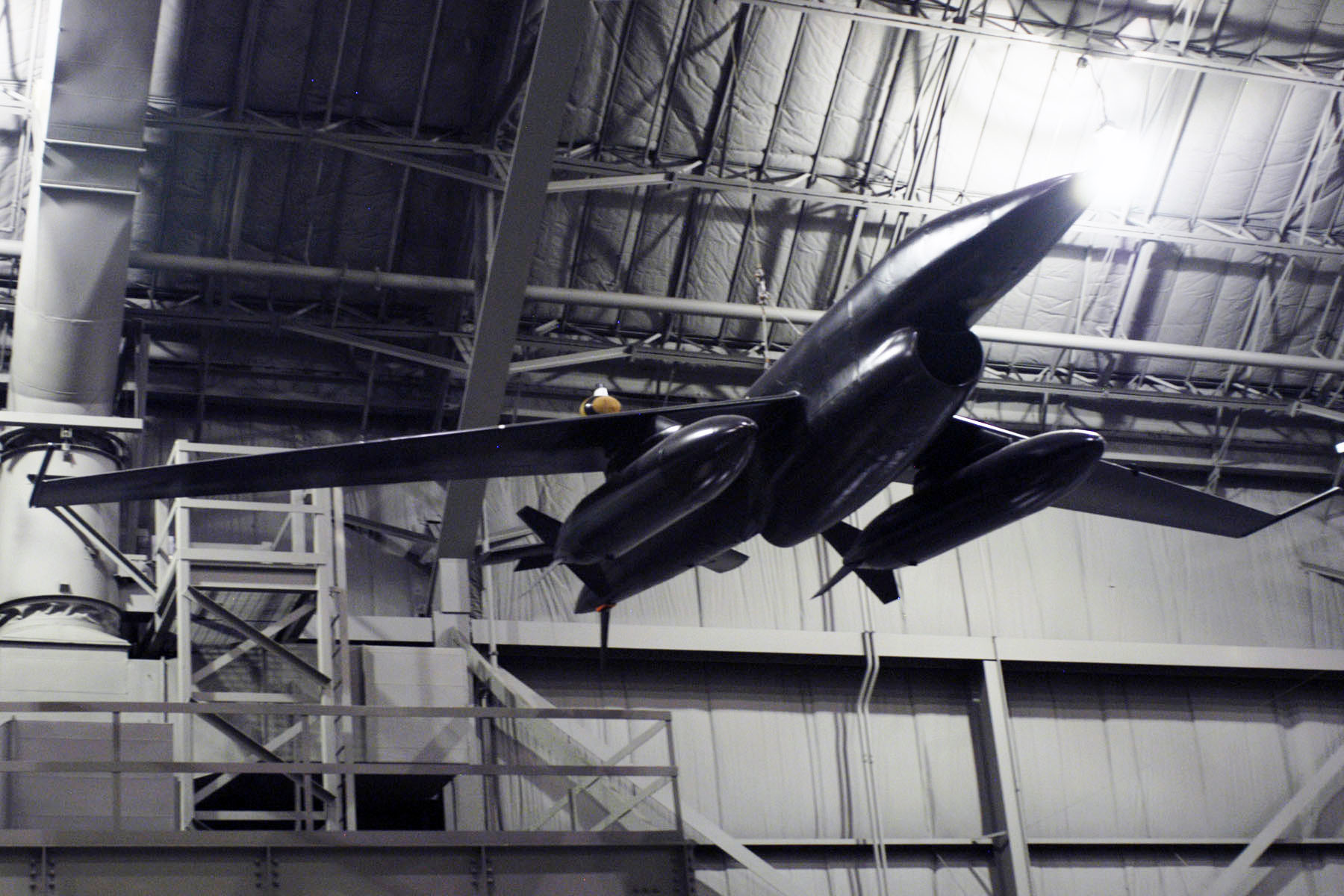
AQM-34Q 翼下可掛載油箱或炸彈

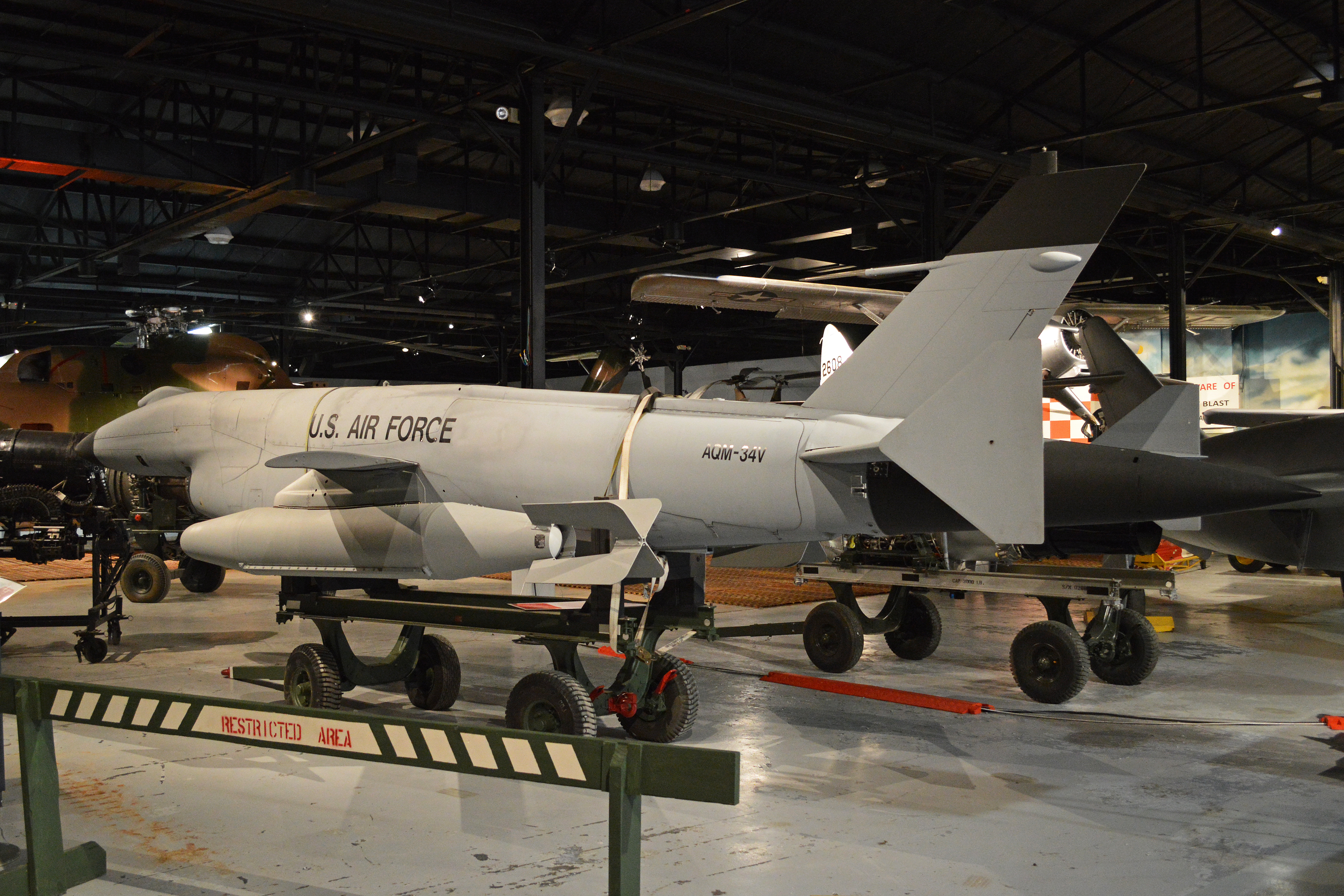
Ryan AQM-34V Firebee (機體編號74-2147)，塗黑色的是尾椎

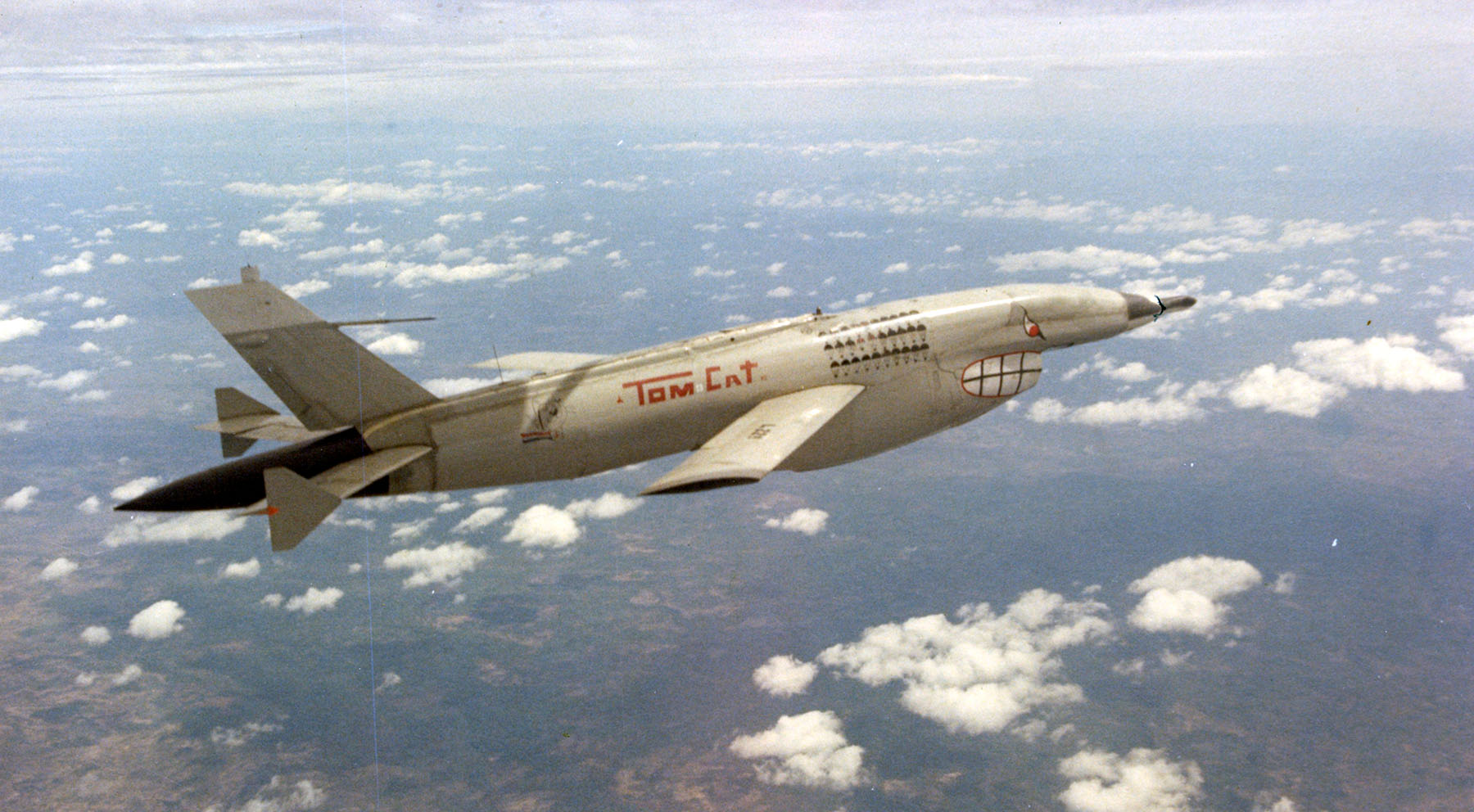
AQM-34L低空偵察型無人機（Ryan Model 147）

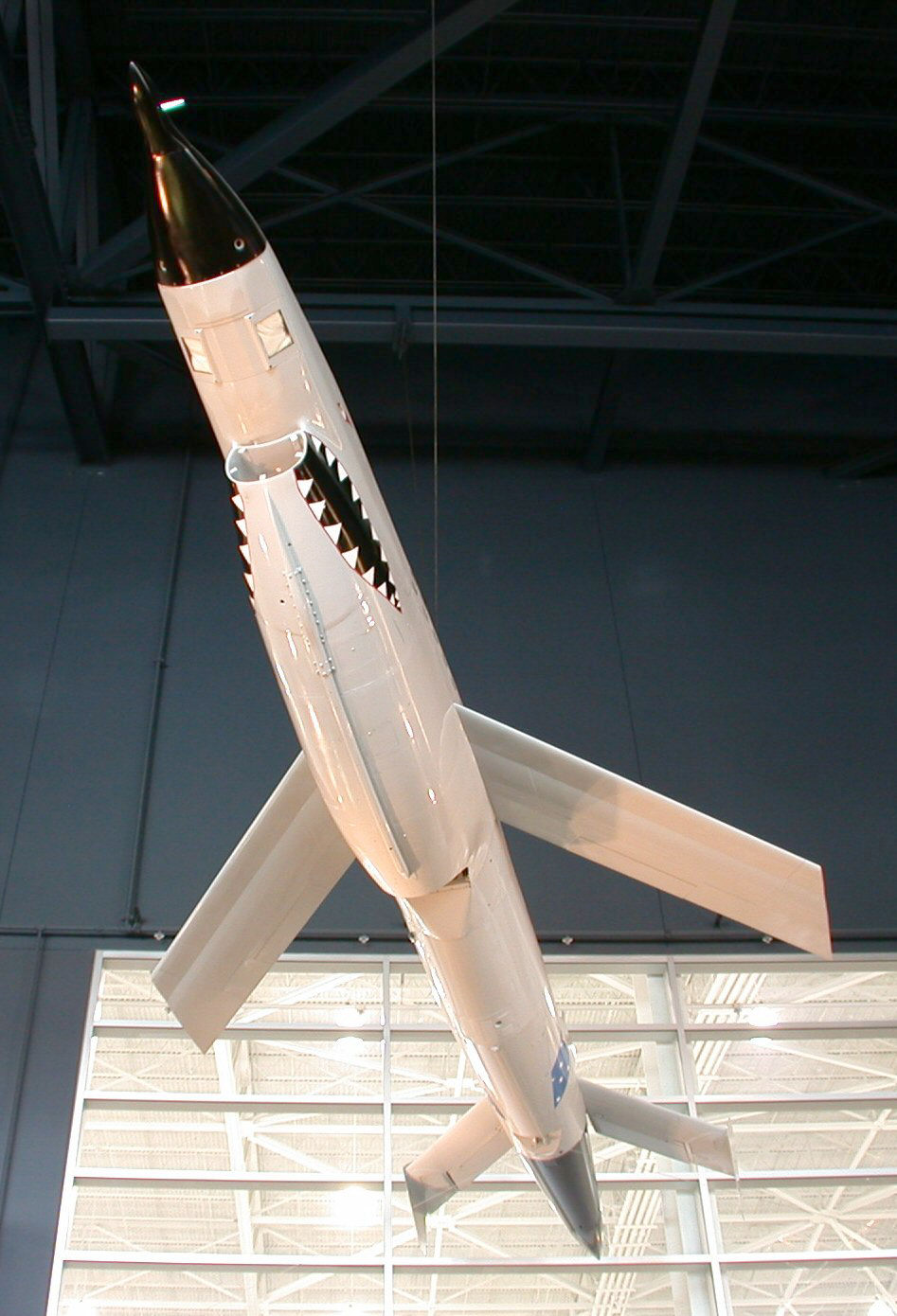
博物館展示AQM-34L（ Ryan Model 147SC），機尾灰色漸尖銳柱狀是尾椎

### 雷恩火蜂 I
「雷恩火蜂 I」是雷恩航空公司賦予的型號名稱，美國空軍在1948年選擇作為「噴射引擎動力靶機」計畫測試機，型號暫時賦予「XQ-2 Firebee」，在1951年初首次測試飛行。該無人機具有後掠翼和機首圓形進氣口，在尾翼上有獨特的「箭頭」形尾椎（shaped endplates，直譯為異形端板，此處翻譯為尾椎，收容降落傘用） 。XQ-2 Firebee可以用經改裝的飛機從空中發射（此次測試是用道格拉斯B-26入侵者轟炸機改裝，型號：JD-1 Invader），或使用可拋棄式火箭推進器以噴射助推起飛方式從地面發射。

#### Q-2/KDA-1 火蜂
XQ-2 Firebee在評估成功後，被美國空軍訂購，型號定名為「Q-2A」，採用Continental J69-T-19B渦輪噴射引擎，推力為1,060英磅力（4.7千牛頓） 。美國空軍隨後獲得少量配備更強大渦輪噴射引擎的「Q-2B」，具有高空飛行性能。
美國海軍購買「雷恩火蜂 I 」，賦予型號為「KDA-1」 ，其主要是類似於Q-2A，主要差異在採用J44-R-20B渦輪噴射引擎，推力為1,000英磅力（4.4千牛頓）。KDA-1和Q-2A的區別在於KDA-1機首突出的進氣錐和更寬、陡峭的進氣口。美國陸軍採用型號定名為XM21，與KDA-1差異處僅在小細節。
海軍採用KDA-1的幾種改進型，包括未量產的「XKDA-2」和「XKDA-3」，以及該系列的主要生產型號「KDA-4」。這些型號與KDA-1很難用外觀來區分，主要區別在於連續升級的J44渦輪噴射引擎和其他細微的變化。

##### 加拿大皇家空軍與火蜂靶機
加拿大皇家空軍購買30架「KDA-4 Firebees」 ，它們從1956年到1961年以兩架經過特殊改裝的Avro Lancaster Mk.10DC 運輸機為空中發射控制平台。這些無人機計畫用於Avro Canada CF-100和Avro Canada CF-105 Arrow的測試，後來取消。

#### 雷恩124型/BQM-34A 型
在1950年代後期，雷恩航空得到美國空軍新訂單，採購大幅改進的「Firebee  I」（即雷恩航空公司「Ryan Model 124」），美國空軍最初定名為「Q-2C」。原型機於1958年底進行首飛，並於1960年投入生產。1963 年，它被重新命名為「BQM-34A」。舊的「雷恩火蜂 I 」（Ryan Firebee I）量產型KDA-1和KDA-4分別被重新命名為「AQM-34B」和「AQM-34C」。
BQM-34A作為現今公認的火蜂靶機範本，它具有更大的機身、更長的機翼和尖形機首下的特殊「頦」式進氣口（與第一代火蜂的圓形進氣口形成對比）。它由Continental J69-T-29A渦輪噴射引擎提供動力，這是Turbomeca Marboré改進型，推力為1,700英磅力（7.6千牛頓） 。美國海軍也採用BQM-34A，而陸軍採用的地面發射型號改命名為「MQM-34D」，具有更長的機翼和推力更大的助推器。
第二代火蜂（Ryan Firebee II）的一個特點是，有的照片顯示它的尾翼和尾舵間有三角箭頭形的尾椎，有的則沒有尾椎，但在尾部下方有一個腹鰭，還有一些既沒有尾椎也沒有腹鰭。由於現世大多數火蜂照片都顯示腹鰭，這可能是由於生產型號變體或後來的改裝。
1960年，美國空軍啟動第一個隱身匿蹤技術開發計劃，在特別設計的進氣口、機身上佈設輻射吸收材料和特殊的雷達電波吸收塗料來實現減少Q-2C無人機的雷達散射截面（radar cross section）。
在20世紀70年代，美國將作為FIM-92刺針便攜式防空飛彈的靶機型號：「MQM-34DS」改裝採用通用電氣J85-GE-7渦輪噴射引擎，推力為2,500 lbf（11 kN） ，這具引擎是從使用過的ADM-20誘餌無人機的引擎經拼湊整修使用。改進後的MQM-34D具有改型的前機身和圓形機頭進氣口，使它們的外觀類似第一代火蜂Q-2A靶機外型的拉伸版，並被命名為「MQM-34D Mod II」。
與此同時，美國海軍升級BQM-34A的航空電子設備，後來被命名為「BQM-34S」。在1980年代初期，海軍也開始使用升級版J69-T-41A引擎，推力為1,920 lbf（8.5 kN） 。空軍開始升級航空電子設備和在無人機機身沒有重大變化的情況下用J85-GE-7引擎；改進後的美國空軍改良型保留其現有的「BQM-34A」名稱。
BQM-34A的生產於1982年結束，但生產線再於1986年重新啟動以生產更多的BQM-34S靶機。從那時起，空軍和海軍的火蜂獲得進一步的升級，大多數在1989年開始升級改裝使用J85-GE-100引擎（同樣具有2,450 lbf（10.9 kN） 推力）以及現代化的航空電子設備。在1990年代後期，一些火蜂還配備GPS導航接收器。
火蜂的主要空中發射控制平台是DC-130 ，它可以在翼下掛架上攜帶四架火蜂。火蜂的回收工作通常由機首安裝特殊機具掃過無人機降落傘的改裝飛機從空中收回，這種措施可以簡化回收工作並減少撞擊地面對靶機的損害。在早期試飛期間，美國空軍常用C-119運輸機回收平台。美國海軍的靶機勤務中，SH-3海王直昇機 是主要的回收平台，如果火蜂掉入水中，它可以漂浮很長時間。
火蜂可以配備各種控制系統，使其能夠模擬各種作戰飛機飛行動作，其中一些使其具有戰鬥機般的機動性。它還配備雷達信號增強裝置（使敵方雷達誤判為大型轟炸機、大型運輸機）和電子信號對抗系統，翼尖安裝熱誘餌彈裝置，使紅外線導引飛彈瞄準翼尖而不是引擎排氣熱焰，從而保護靶機。它還可以拖曳靶機套件或其他類型的拖曳靶標充當靶標勤務機。

### 雷恩火蜂 II
「雷恩火蜂 II 」（Ryan Model 166）是1965年美國海軍與雷恩航空公司簽訂合約。開發具有超音速性能的無人機。首飛是在1968年，雷恩火蜂 II使用相同的引擎和控制系統，它的外觀與最初的火蜂有很大不同，並命名編號令人困惑地使用「BQM-34」。海軍型號是「BQM-34E」，BQM-34E在1970年代中期更新航空電子設備，升級後重新命名為「BQM-34T」。空軍型號是「BQM-34F」。機身因帶有一個額外的降落傘稍重一些，這是用於直升機回收使用（在主傘上方一段距離，多開一個小傘，以免直升機下洗氣流壓塌主傘）。
火蜂 II具流線外型，帶有後掠尾翼和後掠中翼。它由一台 Teledyne CAE J69-T-6 渦輪噴射引擎提供動力，推力為1,840 lbf（8.2 kN） 。進氣口位於機翼前方，排氣口位於尾翼下方。內部燃料容量很小，但火蜂 II可以安裝一個外載適型油箱，在加速到超音速之前拋棄外載適型油箱。飛行操作與火蜂 II一樣，都是從DC-130發射的。它也能使用可拋棄式火箭推進器以噴射助推起飛（RATO）方式從地面發射。
總共製造286架火蜂 II，與火蜂 I生產數量相比，數量微乎其微。火蜂 II現已退役，而火蜂 I已服役50多年並繼續運作（迄2003年止），使其成為美國軍用裝備庫存中壽命最長的航空載具之一。

### 螢火蟲和閃電蟲
火蜂的靶機任務表現耀眼，瑞恩航空應軍方的需求推出雷恩147型、螢火蟲（Ryay Model 147、Fire Fly）和閃電蟲（Lightning Bug）系列無人偵察機；美國軍方賦予編號：「AQM-34」，在越南戰爭中得到廣泛應用。
雷恩147型衍生系列無人偵察機主要是有一個可編程計算機能預錄航路導航點行程數據，依據機上陀螺儀、電波歸向儀、電子高度計等導航設備提供數據，按計畫航路自動飛行，不需人工遠端遙控（接近我方範圍內可以介入操控），不似火蜂靶機需以人工操作、無線電波遙控飛行（BQM-34以後也能採用自主飛行套件，成本偏高）。。

## 服役紀錄
火蜂無人機已被證明是成功的，並且仍在美國海軍和空軍服役。火蜂無人機還曾在加拿大軍隊和日本自衛隊服役。日本的火蜂無人機由富士重工生產，也少量提供給北約盟國，已經生產7,000 多具火蜂無人機，其中1,280具是火蜂 I。
在1990年代後期，雷恩航空公司自費生產兩架帶有攝影機和電子通信設備的火蜂，為戰場目標獲取和損害評估提供實時情報資訊。這兩架名為「Argus」的無人機被用於美國空軍的「綠旗」（Green Flag）演習，將轟炸效果評估 (Bomb damage assessment)資訊從內華達州的測試範圍區域實時傳輸到佛羅里達州的接收站。
在2003 年伊拉克戰爭期間，五架BQM- 34-53遠程型火蜂也被用於鋪設干擾箔通道。諾斯羅普·格魯曼公司在當年的快速反應計畫（fast-response program） 中對這些無人機進行現代化改造，配備干擾箔發射器和基於GPS的可編程航路點引導系統，這些火蜂機身塗以炭黑色油漆交付使用。當時美軍只剩下一架DC-130無人機發射平台，由於飛機故障無法立即投入使用。在行動的第一個晚上，兩架火蜂在地面發射；其他三架是在行動的第二天晚上由DC-130在空中發射的。無人機一直飛到燃料耗盡並墜毀。伊拉克電視台播放了這些殘骸的鏡頭，同時將它們描述為有人駕駛的飛機。
最後一架火蜂於2002年交付，但諾斯羅普格魯曼公司希望獲得新訂單，該公司正在對現有火蜂進行升級，例如GPS可編程航路導航點導航系統和衛星鏈接設備。

## 規格 (BQM-34A)
- 機組：0
- 長度：6.68公尺（21英尺11英寸）
- 翼展：3.93公尺（12英尺11英寸）
- 高度：2.04公尺（6英尺8英寸）
- 機翼面積：3.34平方公尺（36.0平方英尺）
- 空重：680公斤（1,500英磅）
- 總重：934公斤（2,060英磅）
- 最大起飛重量：1,134公斤（2,500英磅）
- 發動機：1具Continental J69-T-29Aturbojet，1,700英磅力（7.6千牛頓）推力
- 最大速度：1,110公里／每小時（690英里／每小時；600節），高度：2,000公尺（6,500英尺）
- 巡航速度：1,014公里／每小時（630英里／每小時；547節），高度：15,000公尺（50,000英尺）
- 失速速度：187公里／每小時（116英里／每小時；101節）
- V速率：1,176公里／每小時（731英里／每小時；635節）高度：15,000公尺（50,000英尺）
- 航程：1,281公里（796英里；692海里）
- 續航時間：75分30秒
- 升限：18,000公尺（60,000英尺）以上
- 爬升率：81公尺／每秒（16,000英尺／每分鐘）

## 註解
1. ↑  原文：『The initial models had distinctive "arrowhead" shaped endplates on the tailplane』，尾椎是指在尾翼和尾舵之間向後突出的圓錐柱狀或三角箭頭形物體
2. ↑  「Ryan Firebee」是雷恩航空公司對自家產品暱稱。雷恩147（Ryan Model 147）是自身命名生產型號，結構規格大幅改變才會給予新名稱例如：從Ryan Firebee或俗稱Firebee發展而成的Ryan Model  124、Ryan Model  147等型號。從Ryan Firebee II或稱呼Firebee II發展而來的Ryan Model  166。Firebee（Firebee I）和Firebee II的區別在於前者為亞音速飛行無人機，產量達萬架以上，後者是超音速飛行無人機，產量不到300架。美國軍用編號為改型（modification）升級某些設備、變更用途而更名，機體構造大致不變。
3. ↑  ADM-20在訓練場發射，燃料耗盡後以降落傘落海或落地，通常機身組件完整，回收後整理可拆卸堪用組件再利用
4. ↑  火蜂 I是亞音速飛行，火蜂II能超音速飛行，按理應賦予新的型號而不是用BQM-34x，x 是從「E」開始編號。

## 資料來源
1. ↑  Hearst Magazines. . Popular Mechanics (Hearst Magazines). August 1954: 105  [2021-11-22]. （原始内容存档于2021-11-22）.
2. ↑  Leversedge, p.11
3. ↑  Leversedge, p.12
4. ↑  Leversedge, pp.12-13
5. ↑  . 中時新聞網.   [2021-11-22]. （原始内容存档于2021-11-22） （中文（臺灣））.
6. ↑  . ICM Holding.   [2021-11-22]. （原始内容存档于2021-11-22）.
7. ↑  . pbs.   [14 January 2015]. （原始内容存档于28 December 2014）.
8. ↑  Kelly, John W.  (PDF). NASA.   [26 September 2018]. （原始内容存档 (PDF)于2021-11-22）.
9. ↑  . www.britannica.com.   [2021-11-22]. （原始内容存档于2021-11-18） （英语）.
10. ↑  . www.wmof.com.   [2021-11-22]. （原始内容存档于2021-11-18）.
11. ↑  Swopes, Bryan. . This Day in Aviation.   [2021-11-22]. （原始内容存档于2021-11-18）.
12. ↑  Jane's All The World's Aircraft 1982–83,Taylor 1982, pp. 694–695.

## 外部鏈接
- YouTube上的F 2655 Ryan "Firebee KDA-4 Jet Target" UAV, Drone 從JD-1 Invader 發射火蜂
- YouTube上的BQM-34 Firebee High Performance Aerial Target System launch 用可拋棄式火箭推進器助推起飛方式從地面發射及空中發射
- YouTube上的F 2591 Navy Drone Recovery Ryan Firebee 直升機空中收回火蜂靶機
- Ryan Firebee photos and drawings （页面存档备份，存于） at San Diego Air & Space Museum Archives
- RYAN BQM-34F "FIREBEE II" SUPERSONIC AERIAL TARGET （页面存档备份，存于）
- RYAN BQM-34 FIREBEE （页面存档备份，存于）
- Northrop Grumman BQM-34 Firebee High Performance Aerial Target System （页面存档备份，存于）